# 恩達拉坦多
恩達拉坦多（英語：N'dalatando）是安哥拉西北部的城鎮，也是北廣薩省的首府，海拔高度670米，每年平均降雨量1,213毫米，雨量主要集中在3月和4月。1970年人口7,342，2010年人口增加至46,606。